# Walki w Irkucku (1917)
Walki w Irkucku w grudniu 1917 r. – walki między bolszewikami, dążącymi do rozszerzenia rewolucji październikowej na całą Syberię, a sprzeciwiającymi się bolszewikom junkrami, kadetami szkoły oficerskiej oraz słuchaczami szkoły podchorążych w dniach 8 grudnia?/21 grudnia 1917 – 17 grudnia?/30 grudnia 1917 r.

## Tło wydarzeń
Pod koniec 1917 r. na wschodniej Syberii zwolennicy bolszewików byli zdecydowanie liczniejsi niż ich przeciwnicy. Z partią sympatyzowali przede wszystkim żołnierze miejscowego garnizonu, wśród których bolszewicy zdobyli poparcie hasłem szybkiego zakończenia wojny. Drugą grupą ich sympatyków byli robotnicy. Jesienią 1917 r. we wszystkich miastach i ośrodkach przemysłowych w regionie powstały jednostki Czerwonej Gwardii. Pewne poparcie bolszewicy uzyskali również wśród jeńców wojennych, którzy w 1917 r. znajdowali się w Irkucku. W mieście obecne były również inne lewicowe partie: eserowcy i mienszewicy. 23 października/5 listopada 1917 r. w Irkucku miał miejsce I zjazd delegatów robotniczych, żołnierskich i chłopskich Syberii, który powołał do życia Centrosybir – Centralny Komitet Wykonawczy Rad Syberyjskich. Równocześnie Irkuck w przededniu wojny i rewolucji był ważnym ośrodkiem wojskowym: swoją siedzibę miał tutaj Wschodniosyberyjski Okręg Wojskowy, działała szkoła oficerska oraz trzy szkoły podchorążych.
Bezpośrednio po przejęciu władzy w Piotrogrodzie, obaleniu Rządu Tymczasowego i utworzeniu Rady Komisarzy Ludowych bolszewicy przystąpili do tworzenia struktur władzy radzieckiej w miastach na Syberii. Bolszewiccy działacze tworzyli je w miastach położonych wzdłuż Kolei Transsyberyjskiej, do których przybywali koleją ze stolicy. W listopadzie w rękach bolszewików znalazły się Krasnojarsk i Władywostok, w grudniu – Tomsk i Chabarowsk. Jednak dopiero na początku grudnia 1917 r. bolszewicy uzyskali większość w radach uznających zwierzchność Centrosybiru. Wówczas postanowili przystąpić do przejęcia kontroli również nad Irkuckiem. Okazał się on jedynym na wschodniej Syberii ośrodkiem miejskim, w którym napotkali poważniejszy opór. Stawili go głównie młodzi słuchacze szkół wojskowych oraz żołnierze, którzy już uczestniczyli w walkach na frontach I wojny światowej, po czym zostali skierowani do Irkucka na kursy oficerskie.

## Przebieg walk
8 grudnia?/21 grudnia popierający bolszewików żołnierze opanowali bulwar na prawym brzegu Angary, od mostu pontonowego do budynku tzw. białego domu – dawnej rezydencji generał-gubernatorów Wschodniej Syberii. Inni ustawili działa w pobliżu cerkwi Podwyższenia Krzyża Pańskiego, na górze Pietruszynej, na przedmieściu Znamienskim, na rogu ulic Wielkiej i Małej Blinowskiej (ob. Partizanskiej i Czechowa) oraz na terenie robotniczej dzielnicy Głazkowo na lewym brzegu Angary, by o 4.30 rozpocząć ostrzał artyleryjski budynków I szkoły podchorążych położonych po drugiej stronie rzeki. W czasie ostrzału niszczone były również inne budynki w centrum miasta, na lewym brzegu Angary. Spłonęło kilkaset drewnianych domów. Zniszczeniu uległ handlowy pasaż Wtorowa, poważnie uszkodzona została cerkiew Tichwińskiej Ikony Matki Bożej. Opór bolszewikom stawili junkrzy, pod dowództwem płk. Dmitrija Lisiczenki. Do 8 grudnia do wieczora junkrzy wyparli bolszewików z bulwaru, opanowując niemal całe prawobrzeżne centrum Irkucka. Ostrzeliwany z dział budynek I szkoły podchorążych antybolszewickie oddziały szybko opuściły, odchodząc do budynków Irkuckiej szkoły wojskowej przy ul. Troickiego (ob. 5 Armii). Junkrzy odebrali bolszewikom budynki, które Czerwona Gwardia przejęła wcześniej na sztaby swoich oddziałów – gmach żeńskiego progimnazjum oraz pocztę główną.
Zaciętą walkę stoczono o budynek białego domu. W 1917 r. w budynku tym mieścił się główny sztab irkuckiej Czerwonej Gwardii oraz komitet rewolucyjno-wojskowy, jednak przed zbrojnym wystąpieniem bolszewicy opuścili rezydencję gubernatora, pozostawiając na miejscu jedynie stuosobowy oddział Czerwonej Gwardii, do którego dołączyło jeszcze stu ochotników. Czerwonogwardziści odparli szturmy na biały dom 8 grudnia?/21 grudnia, a następnie 10 grudnia?/23 grudnia wieczorem. 14 grudnia?/27 grudnia kolejne natarcie junkrów zakończyło się ich sukcesem. Przeciwnicy rewolucji wzięli do niewoli 153 obrońców budynku, 17 rannych zwolnili.
Żołnierze opowiadający się po stronie bolszewików chcieli kontynuować walkę. Dopuszczali się grabieży na cywilach, do ich szeregów dołączyli przestępcy kryminalni zwolnieni z więzień na mocy amnestii w 1917 r. Widząc, iż tracą kontrolę nad własnymi zwolennikami, którzy domagali się wręcz zniszczenia całej reprezentacyjnej części miasta, irkuccy przywódcy bolszewików postanowili zawrzeć z junkrami zawieszenie broni. Rewolucyjny komitet wojskowy przerwał zbrojne powstanie i uznał władzę Gubernialnej Rady Ludowej, w której reprezentację miały uzyskać wszystkie partie socjalistyczne, oraz dumy miejskiej. Junkrzy zgodzili się złożyć broń i również uznać ich władzę.
Jednak praktycznie natychmiast po przerwaniu walk z innych syberyjskich miast, gdzie bolszewicy cieszyli się dużym poparciem, do Irkucka zaczęły kierować się zbrojne oddziały czerwonych, wzywane na miejsce przez zdominowany przez bolszewików Centrosybir. Na posiedzeniu Gubernialnej Rady Ludowej czerwonogwardziści oznajmili, że nadal domagają się ustanowienia w mieście władzy radzieckiej i nie rozbroją swoich oddziałów. 17 grudnia?/30 grudnia uzbrojone siły czerwonych weszły do centrum Irkucka wprost po lodzie na Angarze. Jako że oddziały junkrów zostały już rozwiązane, organy lokalnej władzy oraz obradujący w Irkucku zjazd delegatów chłopskich oddały władzę bolszewikom.
Podczas walk w Irkucku zginęło, utonęło w Angarze lub odniosło ciężkie rany ponad 1000 osób, z czego 200 niezaangażowanych w starcia cywilów. 107 poległych po stronie bolszewickiej zostało pochowanych w zbiorowej mogile nad Angarą, w pobliżu białego domu, który w 1918 r. stał się siedzibą Irkuckiego Uniwersytetu Państwowego. Rektor uczelni był niechętny zbiorowej mogile w sąsiedztwie budynku, toteż szczątki ekshumowano i przeniesiono na Cmentarz Lisichiński.
Część junkrów, którzy zdołali po walkach opuścić Irkuck, kontynuowała walkę w wojnie domowej w Rosji w białych oddziałach Grigorija Siemionowa, które powstały na Zabajkalu.